# Clark County, Washington
Clark County är ett county i sydvästra delen av delstaten Washington, USA, mittöver Columbiafloden från Portland, Oregon. 
Den administrativ huvudort (county seat) och största stad är Vancouver och 2010 hade countyt 425 363 invånare. Clark County är Washingtons äldsta county och är uppkallat efter William Clark från Lewis och Clarks expedition.
I området finns en synnerligen stor koncentration av nordiskättade västlaestadianer, framför allt i de mellersta och norra delarna. Laestadianska bönehus finns i Battle Ground, Heisson, Lewisville och Yacolt.

## Geografi
Enligt United States Census Bureau har countyt en total area på 1 700 km². 1 627 km² av den arean är land och 73 km² är vatten.

### Angränsande countyn
- Cowlitz County, Washington - nord
- Skamania County, Washington - öst
- Multnomah County, Oregon - syd
- Columbia County, Oregon - sydväst

### Städer
- Battle Ground
- Camas
- La Center
- Ridgefield
- Vancouver (huvudort)
- Washougal
- Woodland (delvis i Cowlitz County)